# Bien dans votre assiette
 (septembre 2017).
Bien dans votre assiette est une émission sur la cuisine diffusée sur la chaîne bretonne Tébéo et sur Tébésud et présentée par le chanteur Yvon Etienne.

## L'émission
L'émission s'inspire du concept de l'émission de Joël Robuchon Bon appétit bien sûr. Chaque vendredi, un ou deux chefs cuisiniers ou cuisiniers amateurs de la région Bretagne  ou d'autres régions françaises proposent une ou deux recettes culinaires plus ou moins courantes.